# An Illustrated History
An Illustrated History – kompilacja utworów J-popowej grupy muzycznej Puffy AmiYumi wydany w Stanach Zjednoczonych w 2002.

## Lista utworów
1. "Love So Pure"
2. "True Asia"
3. "That's the Way It Is"
4. "Electric Beach Fever"
5. "Wild Girls on Circuit"
6. "Sign of Love"
7. "Puffy de Rumba"
8. "Talalan"
9. "Sunday Girls"
10. "Friends"
11. "Mother"
12. "Neholina"
13. "Brand New Days"
14. "Stray Cats Fever"
15. "Puffy's Rule"
16. "Jet Police"